# Mistrzostwa Świata U-20 w Piłce Nożnej Kobiet 2014
Mistrzostwa Świata U-20 w Piłce Nożnej Kobiet 2014 – siódmy turniej mistrzostw świata U-20 kobiet. Po raz drugi wydarzenie to rozgrywane było w Kanadzie, a także po raz drugi w Ameryce Północnej. Rozpoczęło się 5 sierpnia, a zakończyło 25 sierpnia 2014 roku.
Zwycięzcą turnieju po raz trzeci w historii okazałą się drużyna Niemiec, która pokonała w finale Nigerię 1:0 po dogrywce.

## Wybór gospodarza
Do marca 2011 roku do FIFA wpłynęły 2 oferty na organizację turnieju MŚ w 2015 roku - ten sam kraj miał zorganizować młodzieżowe mistrzostwa rok wcześniej.
Swoje kandydatury zgłosiły:
- Kanada
- Zimbabwe (wycofało się)

Kanada, która pozostała jedynym kandydatem, została wybrana na organizatora obydwóch turniejów.

## Zakwalifikowane zespoły
| Konfederacja                                     | Turniej kwalifikacyjny                                                     | Reprezentacja          | Ostatni występ w MŚ U-20 | Najlepszy wynik w MŚ U-20             | Wynik        |
| ------------------------------------------------ | -------------------------------------------------------------------------- | ---------------------- | ------------------------ | ------------------------------------- | ------------ |
| AFC (Azja)                                       | Mistrzostwa Azji U-19 w Piłce Nożnej Kobiet 2013                           | Korea Południowa U-20  | 2012                     | III miejsce (2010)                    | Ćwierćfinał  |
| AFC (Azja)                                       | Mistrzostwa Azji U-19 w Piłce Nożnej Kobiet 2013                           | Korea Północna U-20    | 2012                     | Mistrzostwo (2006)                    | IV miejsce   |
| AFC (Azja)                                       | Mistrzostwa Azji U-19 w Piłce Nożnej Kobiet 2013                           | Chiny U-20             | 2012                     | II miejsce (2004, 2006)               | Faza grupowa |
| CAF (Afryka)                                     | Mistrzostwa Świata U-20 w Piłce Nożnej Kobiet 2014 (eliminacje strefy CAF) | Ghana U-20             | 2012                     | Faza Grupowa (2010, 2012)             | Faza grupowa |
| CAF (Afryka)                                     | Mistrzostwa Świata U-20 w Piłce Nożnej Kobiet 2014 (eliminacje strefy CAF) | Nigeria U-20           | 2012                     | II miejsce (2010)                     | II miejsce   |
| CONCACAF (Ameryka Centralna, Północna i Karaiby) | Gospodarz                                                                  | Kanada U-20            | 2012                     | II miejsce (2002)                     | Ćwierćfinał  |
| CONCACAF (Ameryka Centralna, Północna i Karaiby) | Mistrzostwa Ameryki Północnej U-20 w Piłce Nożnej Kobiet 2014              | Stany Zjednoczone U-20 | 2012                     | Mistrzostwo (2002, 2008, 2012)        | Ćwierćfinał  |
| CONCACAF (Ameryka Centralna, Północna i Karaiby) | Mistrzostwa Ameryki Północnej U-20 w Piłce Nożnej Kobiet 2014              | Meksyk U-20            | 2012                     | Ćwierćfinał (2010, 2012)              | Faza grupowa |
| CONCACAF (Ameryka Centralna, Północna i Karaiby) | Mistrzostwa Ameryki Północnej U-20 w Piłce Nożnej Kobiet 2014              | Kostaryka U-20         | 2010                     | Faza grupowa (2010)                   | Faza grupowa |
| CONMEBOL (America Południowa)                    | Mistrzostwa Ameryki Południowej U-20 w Piłce Nożnej Kobiet 2014            | Brazylia U-20          | 2012                     | III miejsce (2006)                    | Faza grupowa |
| CONMEBOL (America Południowa)                    | Mistrzostwa Ameryki Południowej U-20 w Piłce Nożnej Kobiet 2014            | Paragwaj U-20          | debiutantki              | debiutantki                           | Faza grupowa |
| OFC (Oceania)                                    | Mistrzostwa Oceanii U-20 w Piłce Nożnej Kobiet 2014                        | Nowa Zelandia U-20     | 2012                     | Faza grupowa (2006, 2008, 2010, 2012) | Ćwierćfinał  |
| UEFA (Europa)                                    | Mistrzostwa Europy U-19 w Piłce Nożnej Kobiet 2013                         | Anglia U-20            | 2010                     | Ćwierćfinał (2008)                    | Faza grupowa |
| UEFA (Europa)                                    | Mistrzostwa Europy U-19 w Piłce Nożnej Kobiet 2013                         | Finlandia U-20         | 2006                     | Faza grupowa (2006)                   | Faza grupowa |
| UEFA (Europa)                                    | Mistrzostwa Europy U-19 w Piłce Nożnej Kobiet 2013                         | Francja U-20           | 2010                     | IV miejsce (2008)                     | III miejsce  |
| UEFA (Europa)                                    | Mistrzostwa Europy U-19 w Piłce Nożnej Kobiet 2013                         | Niemcy U-20            | 2012                     | Mistrzostwo (2004, 2010)              | Mistrzynie   |

## Losowanie
Drużyny zostały podzielone na 4 koszyki. Losowanie odbyło się 8 marca.
| Koszyk 1               | Koszyk 2            | Koszyk 3      | Koszyk 4           |
| ---------------------- | ------------------- | ------------- | ------------------ |
| Kanada U-20            | Chiny U-20          | Brazylia U-20 | Anglia U-20        |
| Francja U-20           | Kostaryka U-20      | Ghana U-20    | Finlandia U-20     |
| Korea Południowa U-20  | Meksyk U-20         | Nigeria U-20  | Niemcy U-20        |
| Stany Zjednoczone U-20 | Korea Północna U-20 | Paragwaj U-20 | Nowa Zelandia U-20 |

## Stadiony
| Commonwealth Stadium | Stade Moncton 2010 |
| Pojemność: 56 302    | Pojemność: 20 000  |
|                      |                    |
| Montreal             | Toronto            |
| Stadion Olimpijski   | BMO Field          |
| Pojemność: 65 255    | Pojemność: 21 859  |
|                      |                    |

## Faza grupowa
Na podstawie:
Legenda
|  | Awans do fazy pucharowej. |

Gdy dwie lub więcej drużyn zakończy fazę grupową z taką samą liczbą punktów, o kolejności w tabeli decyduje:
1. bilans bramkowy
2. liczba goli zdobytych w fazie grupowej;
3. punkty zdobyte w meczach pomiędzy danymi drużynami;
4. różnica bramek w meczach pomiędzy danymi drużynami;
5. zdobyte bramki w meczach pomiędzy danymi drużynami;
6. klasyfikacja fair play;
7. losowanie.

### Grupa A
| Lp. | Drużyna             | M | Mecze | Mecze | Mecze | Bramki | Bramki | Bramki | Pkt |
| Lp. | Drużyna             | M | W     | R     | P     | +      | −      | +/−    | Pkt |
| --- | ------------------- | - | ----- | ----- | ----- | ------ | ------ | ------ | --- |
| 1.  | Korea Północna U-20 | 3 | 2     | 0     | 1     | 5      | 2      | +3     | 6   |
| 2.  | Kanada U-20         | 3 | 2     | 0     | 1     | 4      | 3      | +1     | 6   |
| 3.  | Ghana U-20          | 3 | 2     | 0     | 1     | 3      | 4      | −1     | 6   |
| 4.  | Finlandia U-20      | 3 | 0     | 0     | 3     | 4      | 7      | −3     | 0   |

| 5 sierpnia 2014 23:00 CEST | Finlandia U-20 · Laaksonen 28' | 1:2(0:1)Raport | Korea Północna U-20 · 15' Kim So-hyang · 27' Choe Yun-gyong | BMO Field, Toronto Widzów: 14 834 Sędzia: Quetzalli Alvarado |
|                            |                                |                |                                                             |                                                              |

| 6 sierpnia 2014 02:00 CEST | Kanada U-20 | 0:1(0:1)Raport | Ghana U-20 · 22' Sumaila | BMO Field, Toronto Widzów: 14 834 Sędzia: Bibiana Steinhaus-Webb |
|                            |             |                |                          |                                                                  |

| 8 sierpnia 2014 23:00 CEST | Ghana U-20 | 0:3(0:1)Raport | Korea Północna U-20 · 5', 77' Ri Un-sim · 90+3' (k) Jon So-yon | BMO Field, Toronto Widzów: 16 503 Sędzia: Carina Vitulano |
|                            |            |                |                                                                |                                                           |

| 9 sierpnia 2014 02:00 CEST | Kanada U-20 · Beckie 47' · Sanderson 49' · Prince 79' | 3:2(0:2)Raport | Finlandia U-20 · 2', 20' Kemppi | BMO Field, Toronto Widzów: 16 503 Sędzia: Sachiko Yamagishi |
|                            |                                                       |                |                                 |                                                             |

| 13 sierpnia 2014 01:00 CEST | Ghana U-20 · Sumaila 70' · Cudjoe 85' | 2:1(0:0)Raport | Finlandia U-20 · 49' Kemppi | Stade Moncton 2010, Moncton Widzów: 4 708 Sędzia: Salomé Di Iorio |
|                             |                                       |                |                             |                                                                   |

| 13 sierpnia 2014 01:00 CEST | Korea Północna U-20 | 0:1(0:0)Raport | Kanada U-20 · 64' Beckie | Stadion Olimpijski, Montreal Widzów: 13 031 Sędzia: Esther Staubli |
|                             |                     |                |                          |                                                                    |

### Grupa B
| Lp. | Drużyna                | M | Mecze | Mecze | Mecze | Bramki | Bramki | Bramki | Pkt |
| Lp. | Drużyna                | M | W     | R     | P     | +      | −      | +/−    | Pkt |
| --- | ---------------------- | - | ----- | ----- | ----- | ------ | ------ | ------ | --- |
| 1.  | Niemcy U-20            | 3 | 2     | 1     | 0     | 12     | 6      | +6     | 7   |
| 2.  | Stany Zjednoczone U-20 | 3 | 2     | 0     | 1     | 4      | 2      | +2     | 6   |
| 3.  | Chiny U-20             | 3 | 0     | 2     | 1     | 6      | 9      | −3     | 2   |
| 4.  | Brazylia U-20          | 3 | 0     | 1     | 2     | 2      | 7      | −5     | 1   |

| 6 sierpnia 2014 01:00 CEST | Niemcy U-20 · Petermann 65' · Panfil 90' | 2:0(0:0)Raport | Stany Zjednoczone U-20 | Commonwealth Stadium, Edmonton Widzów: 10 101 Sędzia: Sachiko Yamagishi |
|                            |                                          |                |                        |                                                                         |

| 6 sierpnia 2014 04:00 CEST | Chiny U-20 · Zhang Z. 88' | 1:1(0:0)Raport | Brazylia U-20 · 65' Byanca | Commonwealth Stadium, Edmonton Widzów: 10 101 Sędzia: Esther Staubli |
|                            |                           |                |                            |                                                                      |

| 9 sierpnia 2014 01:00 CEST | Niemcy U-20 · Bremer 9' · Däbritz 45', 67' (k) · Panfil 50', 70' | 5:5(2:1)Raport | Chiny U-20 · 39', 61' (k) Zhu · 47' Tang · 51' Lei · 79' Zhang C. | Commonwealth Stadium, Edmonton Widzów: 10 025 Sędzia: Quetzalli Alvarado |
|                            |                                                                  |                |                                                                   |                                                                          |

| 9 sierpnia 2014 04:00 CEST | Stany Zjednoczone U-20 · Horan 81' | 1:0(0:0)Raport | Brazylia U-20 | Commonwealth Stadium, Edmonton Widzów: 10 025 Sędzia: Kirsi Heikkinen |
|                            |                                    |                |               |                                                                       |

| 12 sierpnia 2014 22:00 CEST | Brazylia U-20 · Carol 40' | 1:5(1:0)Raport | Niemcy U-20 · 49', 77', 90' Däbritz · 63', 72' Bremer | Stadion Olimpijski, Montreal Widzów: 13 031 Sędzia: Carol Anne Chénard |
|                             |                           |                |                                                       |                                                                        |

| 12 sierpnia 2014 22:00 CEST | Stany Zjednoczone U-20 · Horan 18', 37' · Lavelle 48' | 3:0(2:0)Raport | Chiny U-20 | Stade Moncton 2010, Moncton Widzów: 4 708 Sędzia: Katalin Kulcsár |
|                             |                                                       |                |            |                                                                   |

### Grupa C
| Lp. | Drużyna               | M | Mecze | Mecze | Mecze | Bramki | Bramki | Bramki | Pkt |
| Lp. | Drużyna               | M | W     | R     | P     | +      | −      | +/−    | Pkt |
| --- | --------------------- | - | ----- | ----- | ----- | ------ | ------ | ------ | --- |
| 1.  | Nigeria U-20          | 3 | 2     | 1     | 0     | 5      | 3      | +2     | 7   |
| 2.  | Korea Południowa U-20 | 3 | 1     | 1     | 1     | 4      | 4      | 0      | 4   |
| 3.  | Anglia U-20           | 3 | 0     | 2     | 1     | 3      | 4      | −1     | 2   |
| 4.  | Meksyk U-20           | 3 | 0     | 2     | 1     | 3      | 4      | −1     | 2   |

| 6 sierpnia 2014 22:00 CEST | Anglia U-20 · Harris 67' | 1:1(0:1)Raport | Korea Południowa U-20 · 14' (k) Lee So-dam | Stade Moncton 2010, Moncton Widzów: 3 587 Sędzia: Carol Anne Chénard |
|                            |                          |                |                                            |                                                                      |

| 7 sierpnia 2014 01:00 CEST | Meksyk U-20 · Ibarra 23' | 1:1(1:1)Raport | Nigeria U-20 · 41' Igbinovia | Stade Moncton 2010, Moncton Widzów: 3 587 Sędzia: Salomé Di Iorio |
|                            |                          |                |                              |                                                                   |

| 9 sierpnia 2014 19:00 CEST | Anglia U-20 · Mead 35' | 1:1(1:0)Raport | Meksyk U-20 · 69' Samarzich | Stade Moncton 2010, Moncton Widzów: 4 636 Sędzia: Finau Vulivuli |
|                            |                        |                |                             |                                                                  |

| 9 sierpnia 2014 22:00 CEST | Korea Południowa U-20 · Kim So-Yi 71' | 1:2(0:2)Raport | Nigeria U-20 · 1' Dike · 35' Ihezuo | Stade Moncton 2010, Moncton Widzów: 4 636 Sędzia: Margaret Domka |
|                            |                                       |                |                                     |                                                                  |

| 14 sierpnia 2014 02:00 CEST | Nigeria U-20 · Ayila 40' · Oshoala 58' (k) | 2:1(1:1)Raport | Anglia U-20 · 4' Parris | Commonwealth Stadium, Edmonton Widzów: 7 301 Sędzia: Qin Liang |
|                             |                                            |                |                         |                                                                |

| 14 sierpnia 2014 02:00 CEST | Korea Południowa U-20 · Lee Geum-min 42' · Lee So-dam 64' (k) | 2:1(1:0)Raport | Meksyk U-20 · 73' Samarzich | BMO Field, Toronto Widzów: 6 914 Sędzia: Kateryna Monzul |
|                             |                                                               |                |                             |                                                          |

### Grupa D
| Lp. | Drużyna            | M | Mecze | Mecze | Mecze | Bramki | Bramki | Bramki | Pkt |
| Lp. | Drużyna            | M | W     | R     | P     | +      | −      | +/−    | Pkt |
| --- | ------------------ | - | ----- | ----- | ----- | ------ | ------ | ------ | --- |
| 1.  | Francja U-20       | 3 | 3     | 0     | 0     | 12     | 1      | +11    | 9   |
| 2.  | Nowa Zelandia U-20 | 3 | 2     | 0     | 1     | 5      | 4      | +1     | 6   |
| 3.  | Paragwaj U-20      | 3 | 1     | 0     | 2     | 2      | 6      | −4     | 3   |
| 4.  | Kostaryka U-20     | 3 | 0     | 0     | 3     | 2      | 10     | −8     | 0   |

| 6 sierpnia 2014 23:00 CEST | Francja U-20 · Lavogez 6' (k), 37' · Robert 17' · Villalobos 21' (sam.) · Sarr 52' | 5:1(4:0)Raport | Kostaryka U-20 · 90' Herrera | Stadion Olimpijski, Montreal Widzów: 4 812 Sędzia: Qin Liang |
|                            |                                                                                    |                |                              |                                                              |

| 7 sierpnia 2014 02:00 CEST | Nowa Zelandia U-20 · Rolston 39' · Skilton 42' | 2:0(2:0)Raport | Paragwaj U-20 | Stadion Olimpijski, Montreal Widzów: 4 812 Sędzia: Kateryna Monzul |
|                            |                                                |                |               |                                                                    |

| 9 sierpnia 2014 23:00 CEST | Nowa Zelandia U-20 | 0:4(0:1)Raport | Francja U-20 · 21' Diani · 52' Lavogez · 79', 81' Le Bihan | Stadion Olimpijski, Montreal Widzów: 6 844 Sędzia: Thérèse Sagno |
|                            |                    |                |                                                            |                                                                  |

| 10 sierpnia 2014 02:00 CEST | Paragwaj U-20 · Romero 3' · Mora 87' (k) | 2:1(1:1)Raport | Kostaryka U-20 · 28' Montero | Stadion Olimpijski, Montreal Widzów: 6 844 Sędzia: Bibiana Steinhaus-Webb |
|                             |                                          |                |                              |                                                                           |

| 13 sierpnia 2014 23:00 CEST | Kostaryka U-20 | 0:3(0:1)Raport | Nowa Zelandia U-20 · 23' Skilton · 68' Lee · 90+3' O'Brien | BMO Field, Toronto Widzów: 6 914 Sędzia: Kirsi Heikkinen |
|                             |                |                |                                                            |                                                          |

| 13 sierpnia 2014 23:00 CEST | Paragwaj U-20 | 0:3(0:1)Raport | Francja U-20 · 4' (k), 6' Robert · 76' Tarrieu | Commonwealth Stadium, Edmonton Widzów: 7 301 Sędzia: Margaret Domka |
|                             |               |                |                                                |                                                                     |

## Faza pucharowa
W fazie pucharowej uczestniczyło 8 zespołów, które awansowały z fazy grupowej. Ta część rywalizacji składała się z trzech rund, w każdej rundzie odpadała połowa drużyn. Po wyłonieniu czterech najlepszych drużyn turnieju, rozegrane zostały półfinały. Przegrani tych spotkań rozegrali mecz o brązowy medal, zaś zwycięzcy o tytuł mistrzowski. W każdym ze spotkań fazy pucharowej mecz zakończony w regulaminowym czasie remisem musiał być rozstrzygnięty poprzez trzydziestominutową dogrywkę. Jeżeli wynik nadal pozostawał nierozstrzygnięty, następowała seria rzutów karnych.
|  |                        |                        |                       |                      |   |                     |                       |                       |                       |                       |                   |       |       |
|  | Ćwierćfinały           | Ćwierćfinały           | Ćwierćfinały          |                      |   | Półfinały           | Półfinały             | Półfinały             |                       |                       | Finał             | Finał | Finał |
|  | Ćwierćfinały           | Ćwierćfinały           | Ćwierćfinały          |                      |   | Półfinały           | Półfinały             | Półfinały             |                       |                       | Finał             | Finał | Finał |
|  | 16 sierpnia, Toronto   |                        |                       |                      |   |                     |                       |                       |                       |                       |                   |       |       |
|  |                        |                        |                       |                      |   |                     |                       |                       |                       |                       |                   |       |       |
|  | Korea Północna U-20    | Korea Północna U-20    | 1(3)                  |                      |   |                     |                       |                       |                       |                       |                   |       |       |
|  | Korea Północna U-20    | Korea Północna U-20    | 1(3)                  | 20 sierpnia, Moncton |   |                     |                       |                       |                       |                       |                   |       |       |
|  | Stany Zjednoczone U-20 | Stany Zjednoczone U-20 | 1(1)                  |                      |   |                     |                       |                       |                       |                       |                   |       |       |
|  | Stany Zjednoczone U-20 | Stany Zjednoczone U-20 | 1(1)                  |                      |   | Korea Północna U-20 | Korea Północna U-20   | 2                     |                       |                       |                   |       |       |
|  | 17 sierpnia, Moncton   |                        |                       |                      |   | Korea Północna U-20 | Korea Północna U-20   | 2                     |                       |                       |                   |       |       |
|  |                        |                        | Nigeria U-20          | Nigeria U-20         | 6 |                     |                       |                       |                       |                       |                   |       |       |
|  | Nigeria U-20           | Nigeria U-20           | Nigeria U-20          | Nigeria U-20         | 6 | 4                   |                       |                       |                       |                       |                   |       |       |
|  | Nigeria U-20           | Nigeria U-20           |                       |                      |   | 4                   | 25 sierpnia, Montreal |                       |                       |                       |                   |       |       |
|  | Nowa Zelandia U-20     | Nowa Zelandia U-20     | 1                     |                      |   |                     |                       |                       |                       |                       |                   |       |       |
|  | Nowa Zelandia U-20     | Nowa Zelandia U-20     | 1                     |                      |   | Nigeria U-20        | Nigeria U-20          | 0                     |                       |                       |                   |       |       |
|  | 17 sierpnia, Edmonton  |                        |                       |                      |   | Nigeria U-20        | Nigeria U-20          | 0                     |                       |                       |                   |       |       |
|  |                        |                        | Niemcy U-20 *         | Niemcy U-20 *        | 1 |                     |                       |                       |                       |                       |                   |       |       |
|  | Niemcy U-20            | Niemcy U-20            | Niemcy U-20 *         | Niemcy U-20 *        | 1 | 2                   |                       |                       |                       |                       |                   |       |       |
|  | Niemcy U-20            | Niemcy U-20            | 21 sierpnia, Montreal |                      |   | 2                   |                       |                       |                       |                       |                   |       |       |
|  | Kanada U-20            | Kanada U-20            | 0                     |                      |   |                     |                       |                       |                       |                       |                   |       |       |
|  | Kanada U-20            | Kanada U-20            | 0                     |                      |   | Niemcy U-20         | Niemcy U-20           | 2                     | Mecz o 3. miejsce     | Mecz o 3. miejsce     | Mecz o 3. miejsce |       |       |
|  | 18 sierpnia, Montreal  |                        |                       |                      |   | Niemcy U-20         | Niemcy U-20           | 2                     | Mecz o 3. miejsce     | Mecz o 3. miejsce     | Mecz o 3. miejsce |       |       |
|  |                        |                        | Francja U-20          | Francja U-20         | 1 |                     |                       | 24 sierpnia, Montreal | 24 sierpnia, Montreal | 24 sierpnia, Montreal |                   |       |       |
|  | Francja U-20           | Francja U-20           | Francja U-20          | Francja U-20         | 1 | 0(4)                |                       | 24 sierpnia, Montreal | 24 sierpnia, Montreal | 24 sierpnia, Montreal |                   |       |       |
|  | Francja U-20           | Francja U-20           |                       |                      |   |                     |                       | Korea Północna U-20   | Korea Północna U-20   | 2                     |                   |       |       |
|  | Korea Południowa U-20  | Korea Południowa U-20  | 0(3)                  |                      |   |                     |                       |                       | Korea Północna U-20   | 2                     |                   |       |       |
|  | Korea Południowa U-20  | Korea Południowa U-20  | 0(3)                  |                      |   |                     |                       | Francja U-20          | Francja U-20          | 3                     |                   |       |       |
|  |                        |                        |                       |                      |   |                     |                       |                       | Francja U-20          | 3                     |                   |       |       |

UWAGA: W nawiasach podane są wyniki po rzutach karnych.
*- Zwycięstwo po dogrywce

### Ćwierćfinały
| 16 sierpnia 2014 23:00 CET                               | Korea Północna U-20 · Jon 53' (k) | 1:1 dogr. k. 3:1(0:1, 1:1, 1:1)Raport | Stany Zjednoczone U-20 · 5' Doniak | BMO Field, Toronto Widzów: 7 854 Sędzia: Bibiana Steinhaus-Webb |
|                                                          |                                   |                                       |                                    |                                                                 |
|                                                          |                                   | Rzuty karne                           |                                    |                                                                 |
| Jon So-yon · Choe Yun-gyong · Ri Kyong-hyang · Rim Se-ok |                                   | Jordan · Horan · Lavelle · Amack      |                                    |                                                                 |

| 17 sierpnia 2014 02:00 CEST | Niemcy U-20 · Bremer 23' · Knaak 81' | 2:0(0:0)Raport | Kanada U-20 | Commonwealth Stadium, Edmonton Widzów: 22 421 Sędzia: Salomé Di Iorio |
|                             |                                      |                |             |                                                                       |

| 17 sierpnia 2014 22:00 CEST | Nigeria U-20 · Oshoala 1', 12' · Sunday 83', 89' | 4:1(2:0)Raport | Nowa Zelandia U-20 · 88' Rolston | Stade Moncton 2010, Moncton Widzów: 3 588 Sędzia: Sachiko Yamagishi |
|                             |                                                  |                |                                  |                                                                     |

| 18 sierpnia 2014 01:00 CET                    | Francja U-20 | 0:0 dogr. k. 4:3(0:0, 0:0, 0:0)Raport                                  | Korea Południowa U-20 | Stadion Olimpijski, Montreal Widzów: 4 954 Sędzia: Quetzalli Alvarado |
|                                               |              |                                                                        |                       |                                                                       |
|                                               |              | Rzuty karne                                                            |                       |                                                                       |
| Toletti · Dafeur · Mbock · Périsset · Lavogez |              | Jang Sel-gi · Oh Yeon-hee · Kim Hye-yeong · Namgung Ye-ji · Lee Su-bin |                       |                                                                       |

### Półfinały
| 20 sierpnia 2014 22:00 CEST | Korea Północna U-20 · Ri Un-sim 30' · Jon So-yon 61' (k) | 2:6(1:2)Raport | Nigeria U-20 · 1' Dike · 23', 59', 67', 84' Oshoala · 54' Sunday | Stade Moncton 2010, Moncton Widzów: 4 871 Sędzia: Margaret Domka |
|                             |                                                          |                |                                                                  |                                                                  |

| 21 sierpnia 2014 01:00 CEST | Niemcy U-20 · Bremer 11' · Petermann 80' | 2:1(1:1)Raport | Francja U-20 · 45' Mbock | Stadion Olimpijski, Montreal Widzów: 6 634 Sędzia: Katalin Kulcsár |
|                             |                                          |                |                          |                                                                    |

### Mecz o 3. miejsce
| 24 sierpnia 2014 22:00 CEST | Korea Północna U-20 · Ri Un-Yong 47' · Choe Un-hwa 67' | 2:3(0:0)Raport | Francja U-20 · 52' Lavogez · 65' Diallo · 78' Tounkara | Stadion Olimpijski, Montreal Widzów: 15 822 Sędzia: Sachiko Yamagishi |
|                             |                                                        |                |                                                        |                                                                       |

### Finał
| 25 sierpnia 2014 01:00 CEST | Nigeria U-20 | 0:1 dogr.(0:0, 0:0, 0:1)Raport | Niemcy U-20 · 97' Petermann | Stadion Olimpijski, Montreal Widzów: 15 822 Sędzia: Carol Anne Chénard |
|                             |              |                                |                             |                                                                        |

NIEMCY

 TRZECI TYTUŁ

## Strzelczynie

### 7 goli
- Asisat Oshoala

### 5 goli
- Pauline Bremer
- Sara Däbritz

### 4 gole
- Claire Lavogez

### 3 gole
- Juliette Kemppi
- Faustine Robert
- Jon So-yon
- Ri Un-sim
- Theresa Panfil
- Lena Petermann
- Uchechi Sunday
- Lindsey Horan

### 2 gole
- Zhu Beiyan
- Clarisse Le Bihan
- Sherifatu Sumaila
- Janine Beckie
- Lee So-dam
- Tanya Samarzich
- Courtney Dike
- Emma Rolston
- Stephanie Skilton

### 1 gol
- Martha Harris
- Beth Mead
- Nikita Parris
- Byanca Brasil
- Carol Baiana
- Lei Jiahui
- Tang Jiali
- Zhang Chen
- Zhang Zhu
- Sini Laaksonen
- Aminata Diallo
- Kadidiatou Diani
- Griedge Mbock
- Ouleymata Sarr
- Mylaine Tarrieu
- Aïssatou Tounkara
- Jennifer Cudjoe
- Nichelle Prince
- Valerie Sanderson
- Kim So-Yi
- Lee Geum-min
- Choe Un-hwa
- Choe Yun-gyong
- Kim So-hyang
- Ri Un-Yong
- Melissa Herrera
- Michelle Montero
- Fabiola Ibarra
- Rebecca Knaak
- Loveth Ayila
- Osarenoma Igbinovia
- Chinwendu Ihezuo
- Megan Lee
- Tayla O'Brien
- Jennifer Mora
- Silvana Romero
- Makenzy Doniak
- Rose Lavelle

### Gole samobójcze
- Fabiola Villalobos (dla Francji)

## Nagrody
Na podstawie:
| Złota Piłka    | Złoty But      | Złota Rękawica | FIFA Fair Play |
| -------------- | -------------- | -------------- | -------------- |
| Asisat Oshoala | Asisat Oshoala | Meike Kämper   | Kanada U-20    |

## Klasyfikacja końcowa
| Miejsce                        | Reprezentacja          | Punkty | Bramki +/− | Bramki zdobyte |
| ------------------------------ | ---------------------- | ------ | ---------- | -------------- |
| Strefa medalowa                |                        |        |            |                |
| złoto                          | Niemcy U-20            | 16     | +10        | 17             |
| srebro                         | Nigeria U-20           | 13     | +8         | 15             |
| brąz                           | Francja U-20           | 16     | +11        | 16             |
| 4.                             | Korea Północna U-20    | 7      | -2         | 10             |
| Wyeliminowane w ćwierćfinałach |                        |        |            |                |
| 5.                             | Stany Zjednoczone U-20 | 7      | +2         | 5              |
| 6.                             | Nowa Zelandia U-20     | 6      | -2         | 6              |
| 7.                             | Kanada U-20            | 6      | -1         | 4              |
| 8.                             | Korea Południowa U-20  | 5      | 0          | 4              |
| Wyeliminowane w fazie grupowej |                        |        |            |                |
| 9.                             | Ghana U-20             | 6      | -1         | 3              |
| 10.                            | Paragwaj U-20          | 3      | -4         | 2              |
| 11.                            | Anglia U-20            | 2      | -1         | 3              |
| 11.                            | Meksyk U-20            | 2      | -1         | 3              |
| 13.                            | Chiny U-20             | 2      | -3         | 6              |
| 14.                            | Brazylia U-20          | 1      | -5         | 2              |
| 15.                            | Finlandia U-20         | 0      | -3         | 4              |
| 16.                            | Kostaryka U-20         | 0      | -8         | 2              |